# غيغانيست (أرارات)

أثر WW2 في غيغانيست بأرمينيا.

مدينة غيغانيست (بالأرمينية:Գեղանիստ) (بالإنجليزية: Geghanist)‏ هي إحدى المدن التابعة لمقاطعة أرارات في أرمينيا. يقدر عدد سكانها بـ 2724 نسمة حسب الإحصاء الذي جرى عام 2011.